# 烏拉熙春
烏拉熙春（穆麟德轉寫：Ulhicun；1958年—），爱新觉罗氏，歸化日本國籍後唯一正式名字是日本人名吉本智慧子（日语：／）。日本契丹語、女真語、滿洲語及遼金史專家。日本京都大學史學博士及中國中央民族大學語言學博士，曾任日本立命館亞洲太平洋大学教授、京都大學歐亞文化研究中心研究員。

## 家族
烏拉熙春是乾隆帝第五子榮純親王永琪的第八代末裔，六世祖奕繪貝勒，六世祖母即清代著名女词人西林太清。祖父恒煦（金光平）是清朝最後的鎮国公。父金啟孮為著名女真語專家，代表作《女真語言文字研究》、《女真文辭典》。

## 家庭
乌拉熙春的丈夫是日本京都大学教授历史学者吉本道雅。

## 著作
- 《滿語語法》內蒙古人民出版社,1983年
- 《滿語讀本》內蒙古人民出版社,1985年
- 《滿族古神話》內蒙古人民出版社,1987年
- 《滿洲語語音研究》玄文社,1992年
- 《最後の公爵 愛新覚羅恒煦》朝日新聞社,1996年
- 《愛新覺羅氏三代滿洲學論集》(金光平、金啟孮、烏拉熙春)遠方出版社,1996年
- 《女真文字書研究》風雅社,2001年
- 《天遊閣集》(金啟孮、烏拉熙春)遼寧民族出版社,2001年
- 《女真語言文字新研究》明善堂,2002年
- 《愛新覺羅氏三代阿爾泰學論集》(金光平、金啟孮、吉本道雅、烏拉熙春)明善堂,2002年
- 《女真文大辭典》(金啟孮、烏拉熙春)文部省科研成果報告書,2003年
- 《女真語·滿洲通古斯諸語比較辭典》(金啟孮、烏拉熙春)文部省科研成果報告書,2003年
- 《契丹文字と女真文字の歴史的比較研究》文部省科研成果報告書,2004年
- 《契丹語言文字研究》東亞歷史文化研究會,2004年
- 《遼金史與契丹女真文》東亞歷史文化研究會,2004年
- 《契丹大字研究》東亞歷史文化研究會,2005年
- 《契丹文墓誌より見た遼史》松香堂,2006年
- 《契丹文字と遼史》文部省科研成果報告書,2007年
- 《愛新覺羅烏拉熙春女真契丹學研究》松香堂,2009年
- 《明代の女真人──《女真訳語》から《永寧寺記碑》へ──》京都大學學術出版會,2009年
- 《契丹語諸形態の研究》東亞歷史文化研究會,2011年
- 《契丹語辞典（Ⅰ）》文科省科研成果報告書(2008-2010)
- 《韓半島から眺めた契丹・女真》(愛新覺羅烏拉熙春、吉本道雅)京都大學學術出版會,2011年
- 《新出契丹史料の研究》(愛新覺羅烏拉熙春、吉本道雅)松香堂,2012年
- 《女真大字文献彙編──金啟孮先生逝世十週年紀念叢書之一》東亞歷史文化研究會,2014年
- 《契丹大小字石刻全釈──金啟孮先生逝世十週年紀念叢書之二》東亞歷史文化研究會,2014年
- 《명나라 시대 여진인：『여진역어』에서 『영영사기비』까지》경진出版,2014年
- 《大中央胡里只契丹国─遙輦氏発祥地の点描─》(愛新覺羅烏拉熙春、吉本道雅)松香堂,2015年
- 《契丹大字辞典》文科省科研成果報告書,2016年
- 《ロシア・アルハラ河畔の女真大字墨書ー女真・契丹文字遺跡をたどってー》愛新覺羅烏拉熙春、吉本道雅)朋友書店,2017年

## 参阅
- 金光平
- 金启孮

## 外部連結
- Academic Achievements of Prof. AISIN GIORO Ulhicun （页面存档备份，存于）
- 愛新覺羅烏拉熙春滿洲學著作列表 （页面存档备份，存于）
- 愛新覺羅烏拉熙春契丹學著作列表 （页面存档备份，存于）
- 愛新覺羅烏拉熙春女真學著作列表 （页面存档备份，存于）